# Mostowiwszczyna
Mostowiwszczyna (ukr. Мостовівщина) – wieś na Ukrainie, w obwodzie połtawskim, w rejonie mirhorodzkim, w hromadzie Rokyta. W 2001 liczyła 367 mieszkańców, wśród których 364 wskazało jako ojczysty język ukraiński, a 3 rosyjski.